# Frans Sammut

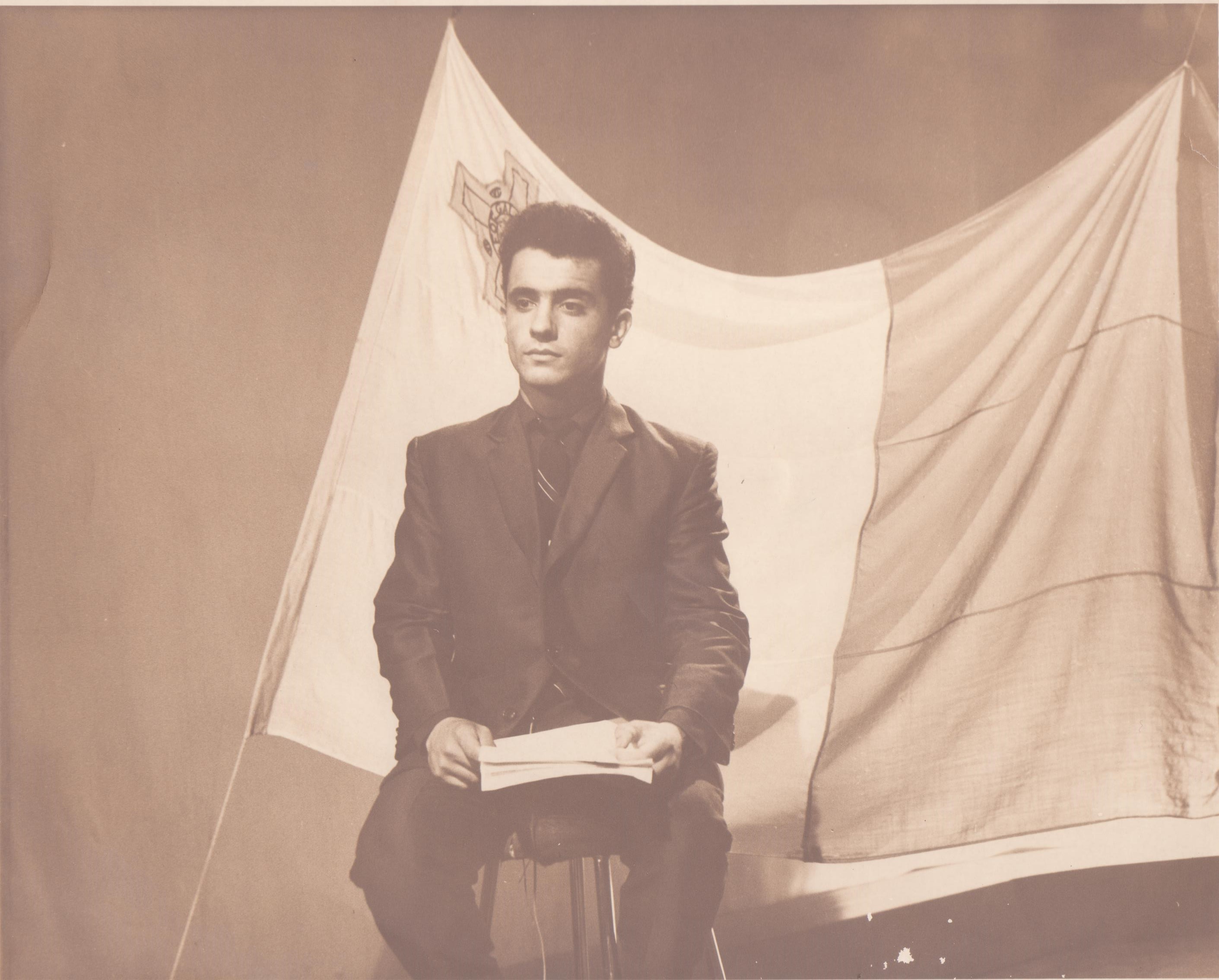
Malta’s Modern National Author, Frans Sammut, and the Maltese Flag – late 1960s/early 1970s

Frans Sammut (ur. 19 listopada 1945, zm. 4 maja 2011) – maltański powieściopisarz i twórca literatury faktu.

## Życiorys
Frans Sammut urodził się w Żebbuġ na Malcie. Naukę rozpoczął w szkole podstawowej w Zebbug, a następnie kontynuował w Kolegium św. Alojzego, Kolegium Kształcenia Nauczycieli św. Michała, na Uniwersytecie Maltańskim (licencjat z języka maltańskiego i arabskiego) oraz na Uniwersytecie w Perugii (dyplom nauczyciela języka włoskiego dla obcokrajowców).
Po raz pierwszy zdobył uznanie pod koniec lat 60., kiedy został współzałożycielem Moviment Qawmien Letterarju (Pomnik Odrodzenia Literackiego). Później pełnił funkcję sekretarza Akkademja tal-Malti (Akademii Języka Maltańskiego). W 2010 r. został wybrany na członka Międzynarodowego Stowarzyszenia Napoleońskiego.
Frans Sammut zakończył karierę w oświacie jako dyrektor szkoły, a w latach 1996–1998 był doradcą premiera Malty ds. kultury. Był żonaty z Catherine Cachia, z którą miał dwóch synów: Marka i Jean-Pierre’a.
Ostatnie słowa Fransa Sammuta brzmiały następująco: Moja żona i ja powinniśmy udać się do Jerozolimy, ale chyba plany się zmieniły. Teraz wybieram się do Niebieskiego Jeruzalem. Serracino Inglott tak skomentował te słowa: Zrozumiałem wówczas, że czasem łzy i śmiech przenikają się wzajemnie

## Twórczość

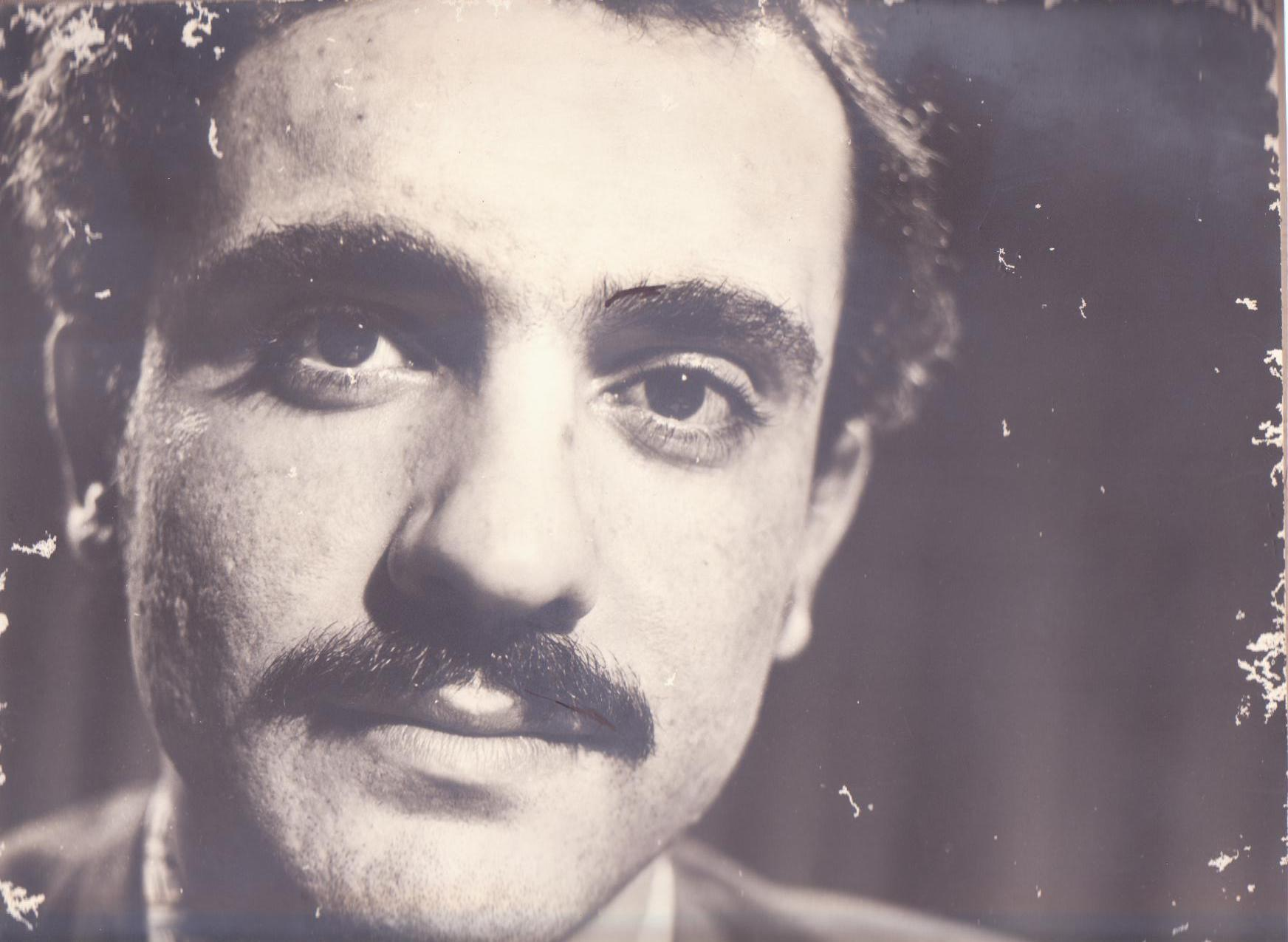
Frans Sammut, 1970

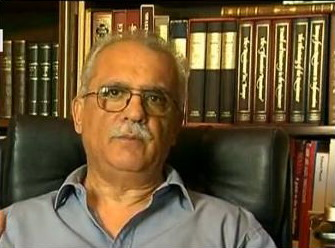
Frans Sammut, 2010

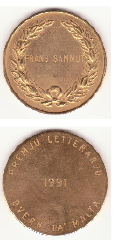
Government of Malta Literary Prize given to Frans Sammut in 1991 for the novel Paceville

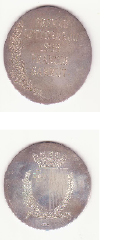
Government of Malta Literary Prize given to Frans Sammut in 1995 for Il-Ħolma Maltija

Opublikował wiele dzieł, m.in. bestsellerowe powieści: Il-Gaġġa (Klatka), na kanwie której Mario Philip Azzopardi nakręcił w 1971 r. film pt. Gaġġa, Samuraj, która zdobyła Nagrodę Rothmansa, Paceville, która zdobyła rządowy Medal Literacki oraz Il-Ħolma Maltija (Sen maltański), o której krytyk literacki Norbert Ellul-Vincenti napisał, że jest niezrównana w literaturze maltańskiej. Były premier i dramatopisarz Alfred Sant uznał ją za największe dzieło Sammuta, zaś brytyjska pisarka i poetka Marjorie Boulton określiła ją jako „wielkie dzieło”.
Frans Sammut opublikował również zbiory opowiadań: Labirint (Labirynt), Newbiet (Pory roku) oraz Ħrejjef Żminijietna (Opowieści naszych czasów).
W literaturze faktu Fransa Sammuta figurują następujące tytuły: Ir-Rivoluzzjoni Franċiża: il-Ġrajja ut-Tifsira (Rewolucja francuska: historia i znaczenie), Bonaparti f’Malta (Bonaparte na Malcie), którego francuskie tłumaczenie pt. Bonaparte à Malte wydano w 2008 r., oraz On The Da Vinci Code (2006) – dwujęzyczny (angielsko-maltański) komentarz do międzynarodowego bestsellera. Był również wydawcą Lexiconu Mikiela Antona Vassalliego. Vassaliego (zm. 1829) uważa się za ojca języka maltańskiego. W 2006 r. dokonany przez Sammuta przekład Motti, Aforismi e Proverbii Maltesi wydano jako Għajdun il-Għaqal, Kliem il-Għerf u Qwiel Maltin. W 2006 r. przekład Il-Ħolma Maltija (La Malta Revo) reprezentował Maltę w zbiorze klasycznych dzieł literackich w języku esperanto, wydanym przez Mondial Books of New York. W 2008 r. po raz piąty wydano Il-Gaġġa. W 2009 r. Sammut przedstawił rewolucyjną interpretację wiersza Pietru Caxara pt. Xidew il-qada (znanego także pod tytułem Il-Kantilena), najstarszego dokumentu pisanego w języku maltańskim
Sammut przetłumaczył wielkie dzieła teatralne: Fedrę Racine’a (1978 r.) oraz Na dnie Maksyma Gorkiego, które wystawiono w Teatrze Manoel w reżyserii poety Maria Azzopardiego
Niegdysiejszy rektor Uniwersytetu Maltańskiego, profesor filozofii i maltański intelektualista Peter Serracino Inglott stwierdził:
Geniusz Sammuta przejawiał się w jakże wolteriańskiej zdolności do strojenia postaci historycznych w ironiczną maskę przesady. Dzięki temu czytelnik dostrzega odmienną stronę osobistości, które zwykle traktuje się z nabożeństwem, więc może śmiać się z ich wątpliwości, niezręczności i nagłych zwrotów. Stylistyczne przejście z narracji historycznej do fabularnej jest bodaj największym wyzwaniem, z jakim musi się zmierzyć tłumacz.

## Publikacje
- Labirint u Stejjer Oħra [Labirynt i inne opowiadania] (opowiadania), 1968 r.
- Il-Gaġġa [Klatka] 5 wydań (powieść) 1971 r. – ekranizacja: Gaġġa [Klatka], reżyseria: Mario Philip Azzopardi, 1971 r.
- Logħba Bejn Erbgħa [Gra między czworgiem ludzi] (mikropowieść), 1972 r.
- Samuraj 3 wydania (powieść), 1975 r.
- Kristu fil-Poeżija Maltija 1913-1973 [Chrystus w poezji maltańskiej 1913-1973] (nieopublikowana rozprawa, Uniwersytet Maltański), 1977 r.
- Fedra [Fedra Racine’a](sztuka), 1978 r.
- Il-Qtil fi Sqaq il-Ħorr [Zabójstwo w Alei Uczciwych] (mikropowieść), 1979 r.
- Il-Proċess Vassalli [Proces Vassaliego] (sztuka), 1980 r.
- Il-Mixja tal-Ħaddiem lejn il-Ħelsien [Marsz robotników ku wolności] (analiza polityczna), 1982 r.
- Ir-Rivoluzzjoni Franċiża: il-Ġrajja u t-Tifsira [Rewolucja francuska: historia i znaczenie] (historia), 1989 r.
- Paceville (powieść), 1991 r.
- Letteratura [Literatura] (krytyka literacka), 1992 r.
- Il-Ħolma Maltija [Sen maltański] (powieść), 1994 r., 2012 r.[12], przekład na esperanto: La Malta Revo, wydana w Nowym Jorku, 2007 r.
- Bonaparti f’Malta [Bonaparte na Malcie] (historia), 1997 r., przekład francuski: Bonaparte à Malte, 2008 r.
- Newbiet [Pory roku] (opowiadania), 1998 r.
- Ħrejjef Żminijietna [Opowieści naszych czasów] (opowiadania), 2000 r.
- Dun Ġorġ: Il-Bniedem tal-Poplu [Ojciec Jerzy: człowiek z ludu] (opracowanie historyczno-religijne), 2011 r.
- Ġrajjet Ħaż-Żebbuġ [Historia Ħaż-Żebbuġ] (historia) (przekład z oryginału o. Salvatora Ciappary), 2011 r.
- Lexicon (Mikiela Antona Vassalliego), 2002 r.
- Għala Le għall-UE [Dlaczego „nie” dla Unii] (analiza polityczna), 2003 r.
- Ħarsa mill-qrib lejn ħajjet San Filep u l-Kult tiegħu [Bliskie spojrzenie na św. Filipa: życie i kult] (opracowanie historyczno-religijne), 2004 r.
- On The Da Vinci Code/Dwar The Da Vinci Code [O Kodzie Leonarda Da Vinci] (krytyka literacka), 2006 r.
- Għajdun il-Għaqal, Kliem il-Għerf u Qwiel Maltin [Powiedzenia, aforyzmy i przysłowia maltańskie] (przekład z oryginału Mikiela Antona Vassalliego). 2006 r.
- I Giovanniti: La Storia dei Cavalieri di Malta [The History of the Knights of Malta] (history) 2006, published in 2015 (Bonfirraro Editore, Italy)[13]
- Alfred Sant: Il-Viżjoni għall-Bidla [Alfred Sant: wizja zmiany[14] (analiza polityczna), 2008 r.
- Wprowadzenie do słownika Vincenza Azopardiego, w którym analizuje „Cantilenę” Caxara (krytyka literacka, lingwistyka), 2009 r.